# Spaniocercoides hudsoni
Spaniocercoides hudsoni är en bäcksländeart som beskrevs av Douglas E. Kimmins 1938. Spaniocercoides hudsoni ingår i släktet Spaniocercoides och familjen Notonemouridae. Inga underarter finns listade i Catalogue of Life.